# Дампьер-ле-Конфлан
Дампье́р-ле-Конфла́н (фр. Dampierre-lès-Conflans) — коммуна во Франции, находится в регионе Франш-Конте. Департамент — Верхняя Сона. Входит в состав кантона Вовиллер. Округ коммуны — Люр.
Код INSEE коммуны — 70196.

## География
Коммуна расположена приблизительно в 310 км к востоку от Парижа, в 70 км севернее Безансона, в 26 км к северу от Везуля.
На востоке коммуны протекает река Плане, а на севере — небольшая река Куэ (фр. Coué).

## Население
Население коммуны на 2010 год составляло 260 человек.
| 1962 | 1968 | 1975 | 1982 | 1990 | 1999 | 2010 |
| ---- | ---- | ---- | ---- | ---- | ---- | ---- |
| 225  | 234  | 223  | 205  | 252  | 268  | 260  |

## Экономика
В 2010 году среди 170 человек трудоспособного возраста (15—64 лет) 121 были экономически активными, 49 — неактивными (показатель активности — 71,2 %, в 1999 году было 75,6 %). Из 121 активных жителей работали 108 человек (57 мужчин и 51 женщина), безработных было 13 (5 мужчин и 8 женщин). Среди 49 неактивных 15 человек были учениками или студентами, 22 — пенсионерами, 12 были неактивными по другим причинам.

## Достопримечательности
- Часовня Св. Элигия (1875 год). Исторический памятник с 1994 года[3]

## Фотогалерея

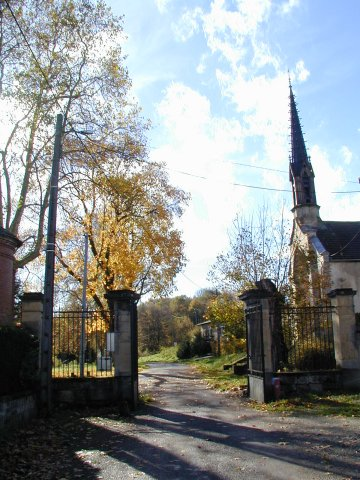
Часовня Св. Элигия
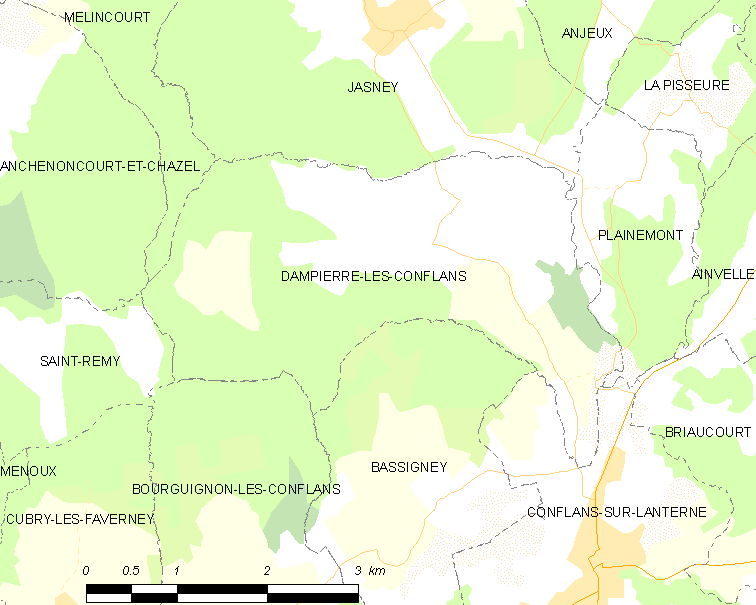
Карта коммуны